# Sílvia Alberto
Sílvia Alberto (Lisboa, 18 de maio de 1981) é uma apresentadora portuguesa.
Licenciou-se em Dramaturgia, pela Escola Superior de Teatro e Cinema, e frequentou o Mestrado em Teoria da Literatura na Faculdade de Letras da Universidade de Lisboa.

## Carreira
Iniciou-se em televisão em 2000, na RTP1, como apresentadora do programa Clube Disney , seguindo-se Clube da Europa, na RTP2, em 2001. Simultaneamente apresenta o Programa da Manhã, na Mix FM, até 2002. Nesse ano, muda de estação e torna-se repórter da SIC. Popularizou-se como apresentadora das duas primeiras edições do concurso musical Ídolos. Ainda na SIC, apresentou as edições de 2004 e 2005 dos Globos de Ouro, com Herman José e Fátima Lopes.
Regressou à RTP1 em 2006 com Dança Comigo. Entre outros programas de entretenimento esteve na apresentação de formatos como Operação Triunfo (2007/08 e 2010/11), Masterchef (2011) e Topchef (2012) e Got Talent Portugal (2017 - presente), Danças do Mundo (2017), Os Extraordinários (2017 e 2018), bem como de várias edições do Festival RTP da Canção.
Em 2018 apresentou o Festival Eurovisão da Canção 2018 juntamente com Catarina Furtado, Daniela Ruah e Filomena Cautela.
Desde 2015 e até final de 2018 conduziu as entrevistas do Sociedade Recreativa.
Apresenta desde 2017 o programa de talentos Got Talent Portugal, na RTP1.

## Apresentação

### RTP
| Ano         | Canal | Programa                                         | Obs.                                    |
| ----------- | ----- | ------------------------------------------------ | --------------------------------------- |
| 2001        | RTP   | Clube Disney                                     | com José Fidalgo                        |
| 2001        | RTP   | Clube da Europa                                  |                                         |
| 2006        | RTP   | Dança Comigo 1                                   | com Catarina Furtado                    |
| 2007        | RTP   | Aqui Há Talento                                  |                                         |
| 2007        | RTP   | Gala Causa Maior                                 |                                         |
| 2007 - 2008 | RTP   | Operação Triunfo 3                               |                                         |
| 2008        | RTP   | Festival RTP da Canção 2008                      |                                         |
| 2008        | RTP   | Olha Quem Dança                                  |                                         |
| 2009        | RTP   | Febre da Dança                                   |                                         |
| 2009        | RTP   | Festival RTP da Canção - Melhor Canção de Sempre |                                         |
| 2009        | RTP   | Festival RTP da Canção 2009                      |                                         |
| 2009 - 2010 | RTP   | O Último Passageiro                              | com João Baião                          |
| 2010        | RTP   | Super Miúdos                                     |                                         |
| 2010        | RTP   | Festival RTP da Canção 2010                      |                                         |
| 2010 - 2011 | RTP   | Operação Triunfo 4                               |                                         |
| 2011        | RTP   | MasterChef Portugal                              |                                         |
| 2011        | RTP   | Festival RTP da Canção 2011                      |                                         |
| 2012        | RTP   | Festival RTP da Canção 2012                      | com Pedro Granger                       |
| 2012 - 2013 | RTP   | Não me Sai da Cabeça                             |                                         |
| 2013        | RTP   | Nada a Esconder                                  |                                         |
| 2013 - 2015 | RTP   | Só Visto!                                        |                                         |
| 2014        | RTP   | Desafio Total                                    | com Marco Horácio                       |
| 2014        | RTP   | Festival RTP da Canção 2014                      | com José Carlos Malato                  |
| 2015 - 2018 | RTP   | Sociedade Recreativa                             |                                         |
| 2015        | RTP   | Festival RTP da Canção 2015                      | com José Carlos Malato                  |
| 2015 - 2016 | RTP   | Treze                                            |                                         |
| 2017        | RTP   | Os Extraordinários 1                             |                                         |
| 2017        | RTP   | Final do Festival RTP da Canção 2017             | com Catarina Furtado e Filomena Cautela |
| 2017        | RTP   | Danças do Mundo                                  |                                         |
| 2017        | RTP   | Got Talent Portugal 5                            | com Pedro Fernandes                     |
| 2018        | RTP   | Os Extraordinários 2                             |                                         |
| 2018        | RTP   | Got Talent Portugal 6                            | com Pedro Fernandes                     |
| 2019        | RTP   | La Banda Portugal                                |                                         |
| 2019        | RTP   | Retratos de Abril                                | com Júlio Isidro                        |
| 2019        | RTP   | O Artesão                                        |                                         |
| 2020        | RTP   | Got Talent Portugal 7                            |                                         |
| 2020        | RTP   | A Batalha dos Jurados                            |                                         |
| 2021        | RTP   | Got Talent Portugal 8                            |                                         |
| 2022        | RTP   | Got Talent Portugal 9                            |                                         |
| 2023        | RTP   | Dança Comigo 5                                   |                                         |
| 2024        | RTP   | Got Talent Portugal 10                           |                                         |
| 2024        | RTP   | Festival RTP da Canção 2024                      | Apresentadora convidada com Tozé Brito  |
| 2024        | RTP   | SuperEstrelas                                    |                                         |
| 2025        | RTP   | Got Talent Portugal 11                           |                                         |

### EBU/RTP
- 2018 - Festival Eurovisão da Canção 2018

### SIC
| Ano         | Programa            | Obs.                                         |
| ----------- | ------------------- | -------------------------------------------- |
| 2002        | Catarina.com        |                                              |
| 2003        | Flash               |                                              |
| 2003        | Campeões Nacionais  | com Marisa Cruz, João Baião e Liliana Campos |
| 2003        | Mousse Caseira      |                                              |
| 2003 - 2004 | Ídolos (1.ª edição) | com Pedro Granger                            |
| 2004 - 2005 | Ídolos (2.ª edição) | com Pedro Granger                            |
| 2004        | Sonho de Mulher     | com Francisco Menezes                        |
| 2004        | Êxtase              |                                              |
| 2004        | Globos de Ouro IX   | com Herman José e Fátima Lopes               |
| 2005        | Globos de Ouro X    | com Herman José e Fátima Lopes               |
| 2005        | SIC 10 Horas        | em substituição de Fátima Lopes              |
| 2005        | Senhora Dona Lady   | com Herman José                              |

## Representação
- Zona J, de Leonel Vieira (1998)
- Amo-te Teresa, de Ricardo Espírito Santo e Cristina Boavida (2000)

## Vida pessoal
Foi mãe do primeiro filho, Pedro, nascido a 6 de fevereiro de 2019, no Hospital da Luz, em Lisboa, fruto da relação com Iñigo de Maria-Tomé Pérez.